# 邁阿密縣 (印第安納州)
邁阿密縣（英語：Miami County）是美國印地安納州北部的一個縣。面積977平方公里。根据美国2000年人口普查，共有人口36,082人。縣治珀魯（Peru）。
成立於1834年3月1日。縣名是印第安語，但意義有多個版本。